# Ministério das Relações Exteriores (Turquia)
| Ministério das Relações Exteriores da Turquia (Dışişleri Bakanlığı)  |                     |
| www.mfa.gov.tr                                                       |                     |
| Criação                                                              | 2 de maio de 1920   |
| Edifício do Ministério das Relações Exteriores da Turquia, em Ancara |                     |
| Edifício do Ministério das Relações Exteriores da Turquia, em Ancara |                     |
| Atual ministro                                                       | Hakan Fidan (2023-) |

O Ministério das Relações Exteriores da Turquia (em turco:  Dışişleri Bakanlığı) é um ministério do governo da República da Turquia, responsável pelas relações exteriores daquele país. Foi criado em 2 de maio de 1920. Sediado na capital turca, Ancara, o órgão conta com mais de 200 missões diplomáticas como embaixadas, escritórios de representação e consulados permanentes no exterior.
Mevlüt Çavuşoğlu é o atual ministro das Relações Exteriores da Turquia, nomeado em 29 de agosto de 2014 e exercendo até 30 de agosto de 2015. Em 24 de novembro de 2015 ele foi novamente nomeado ministro das Relações Exteriores. 